# Pisa daurada

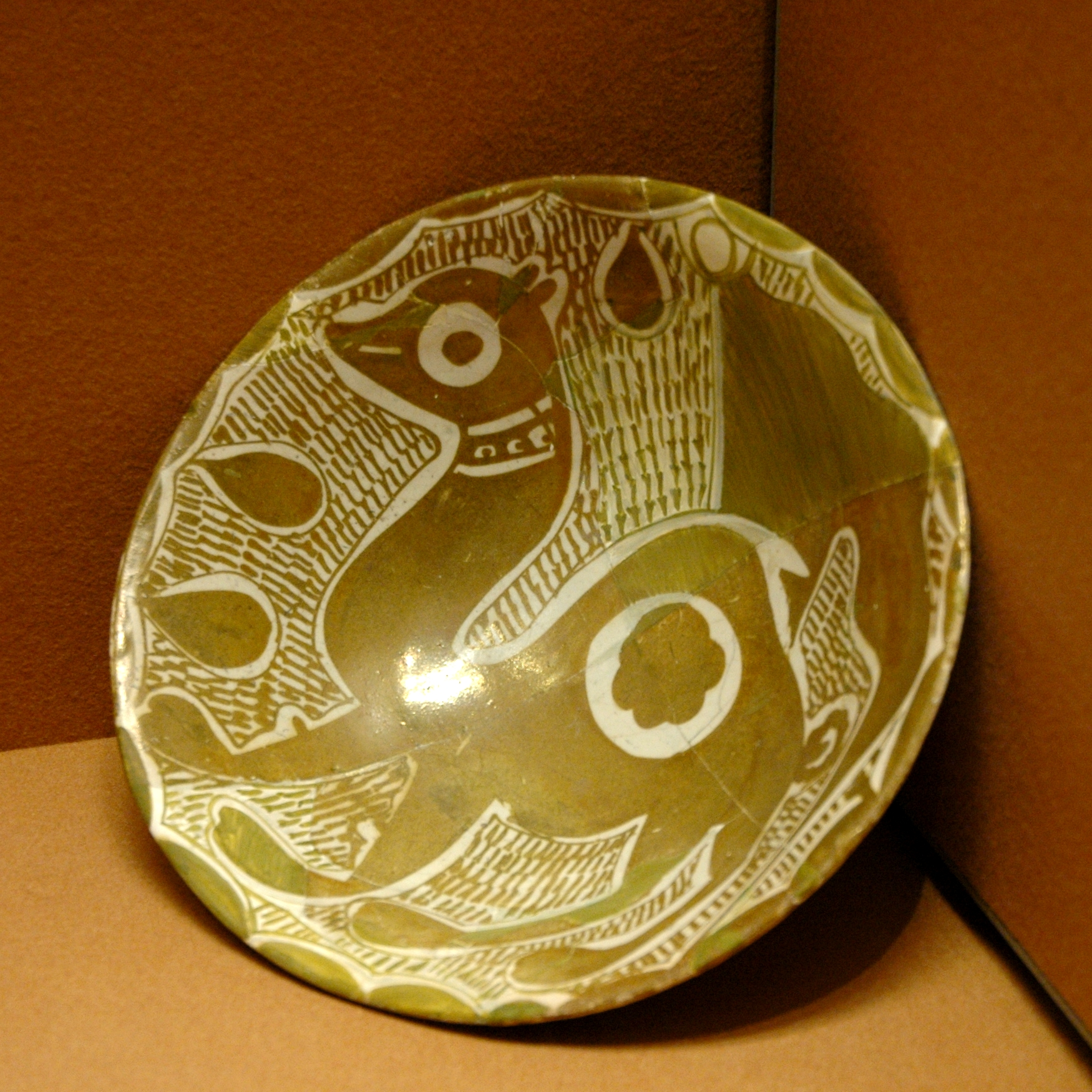
Font de solero bombat decorada amb un dromedari portant una bandera. Pisa decorada sobre pintura vidriada del califat Abasida,.

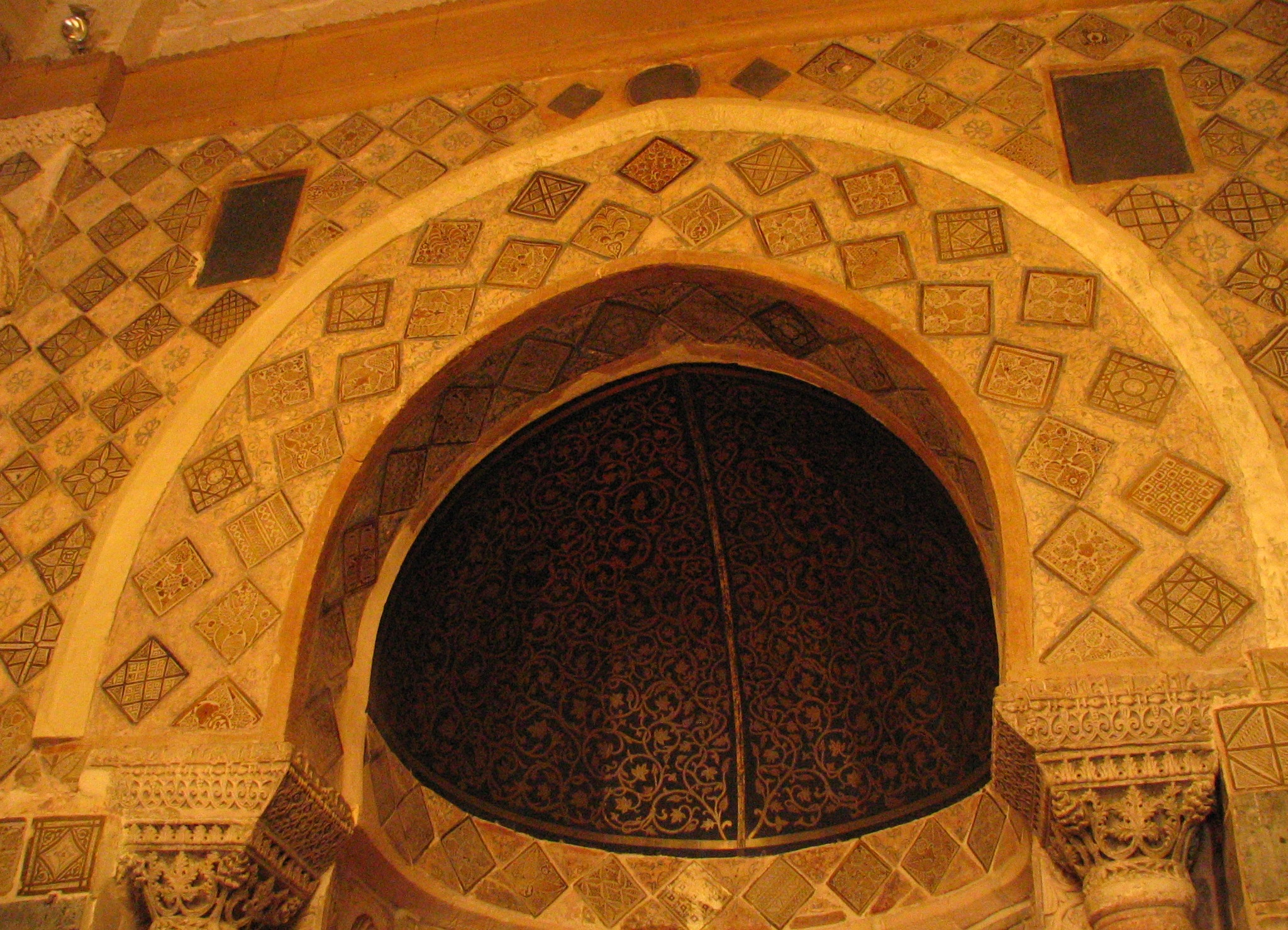
Part superior del mihrab, decorada al amb taulells de pisa daurada, en la mesquita de Uqba també coneguda com la gran mesquita de Kairuán, Tunísia.

La pisa daurada o de reflexos metàl·lics, coneguda també com a reflex daurat, obra de Màlika o reflex hispanoàrab, és un tipus de decoració esmaltada amb efectes iridescents produïts pels òxids metàl·lics aplicats en una tercera cocció sobre un esmalt ja cuit.
Iniciada en la Mesopotàmia musulmana, la pisa daurada es va desenvolupar també en el Nord d'Àfrica i en la Península Ibèrica. Un cert vel de llegenda atribueix als últims terrissaires del Marroc i el País Valencià la possessió de la seva fórmula secreta. A la península Ibèrica, identificada amb la pisa morisca, va tenir el seu major focus de producció als territoris de l'antiga Corona d'Aragó, des de la ceràmica aragonesa dels terrissaires mudèjars de Muel fins al gran empori de Manises.

## Orígens i expansió
Les primeres ceràmiques de reflexos metàl·lics es van produir al començament del Califat Abbàssida (750-1258) al segle ix. Probablement, la gran difusió d'aquesta tècnica, va ser afavorida per la prohibició al món àrab de l'ostentació; la pisa daurada va substituir en la taula el luxe descarat dels metalls preciosos.
La Gran Mesquita de Kairuan, a Tunísia, pot considerar-se com la seva plataforma universal, en ella la pisa daurada està present en una sèrie monumental de azulejería importada de Bagdad cap a l'any 850 de l'era cristiana. El lema alcorànic omnipresent és «al-mulk li-L·lah», que en la ceràmica andalusina es reduirà a «al-mulk».
En la península ibèrica, el fil conductor de les tècniques de la terrisseria d'origen musulmà, i molt especialment de la pisa daurada, van ser els moriscs, distribuïts en els focus de Manises, Paterna, Quart, Alacuás i Muel. El decret d'expulsió de 1609 va portar a milers d'artesans al desterrament. Amb ells es van perdre la indústria, les fórmules, els secrets i l'esplendor.
Fins a la segona meitat del segle xvi, Catalunya, Terol, Toledo, Talavera de la Reina o Sevilla, van ser, a grans trets, focus subsidiaris de les pises valencianes els motius de les quals i tècniques van imitar. No obstant això, les pises fabricades en molts d'aquests centres tenen trets personals que les fan úniques. Com la combinació del blau i el verd a Terol, o del blau i el morat negrós del manganès a Sevilla o, en el cas català, la gran quantitat de peces signades i datades, com les de Pere Casals o Toni Mestre, que ens permeten conèixer l'autoria d'alguns mestres i l'evolució estilística de les sèries (així, en els casos de Reus, Barcelona o Valls, els models dels quals de producció s'endinsen en el primer terç del segle XVII).
Caldria esperar al segle xviii perquè el País Valencià, recuperés la riquesa i hegemonia al món de la pisa policroma espanyola. La primera a desenvolupar noves tècniques, més enllà dels vells procediments moriscs de reflex metàl·lic, va ser la Reial Fàbrica de l'Alcora. En la dècada de 1780, la problemàtica laboral va obligar a molts terrissaires alcorins a traslladar-se a Manises. Segle i mig després, aquesta última localitat tenia en funcionament vuitanta fàbriques, donant ocupació a cinc mil operaris, un trenta per cent dones.

## Tècniques

### El procés
Una vegada extreta i purificada l'argila assecant-se al sol, que evitaria així futures esquerdes, entrava en la primera cochura. Al juaguete resultant se li aplicava el vidriado, vernís blanc a força de plom i estany, i la decoració en blau cobalt. Després d'aquesta primera esmaltación passava a la segona cochura, aconseguint 990 graus. Després d'ella, una vegada refredada, se li donava a la peça el daurat amb una mescla de sulfurs de coure i plata, dissolts en vinagre i aplicats amb pinzell. Entrava per fi en la tercera cochura a una temperatura inicial de 650 graus, baixant després a cinc-cents.
La cultura ceràmica anglosaxona denomina llustre (lustreware) a la pisa amb reflexos metàl·lics, si bé tal llustre o lluentor s'aconsegueix amb un procés menys complicat.

### L'esmalt
Les anàlisis de l'esmalt de ceràmiques espanyoles i italianes (segles XIII al XVI) indiquen amb variacions entre tots dos esmalts, una composició d'estany sobre un màxim de 10 % i plom entri en 15 i 45 %. D'aquesta anàlisi es pot deduir la importància de l'esmalt utilitzat com a base. Tenint com a òxids imprescindibles l'estany i el plom, la fórmula resultant ho situa a l'altura del típic esmalt de mayólica, el rang del qual de cocció està entre 950 °C i 1110 °C.

### La pasta
La pasta de reflexos s'ha de moldre en molí de boles entre 2-4 hores, encara que es poden emprar les pastes sense moldre amb bons resultats. Un altre mètode consisteix a calcinar els ingredients secs a 700 °C i barrejar-los en el molí amb vinagre. Aquesta pasta se sol aplicar sobre l'esmalt amb l'addició de 50% de llustre i 50% de goma aràbiga, o bé amb un vehicle oliós, com l'essència de trementina.

## Focus de pisa daurada a Espanya

Loza de reflejos dorados
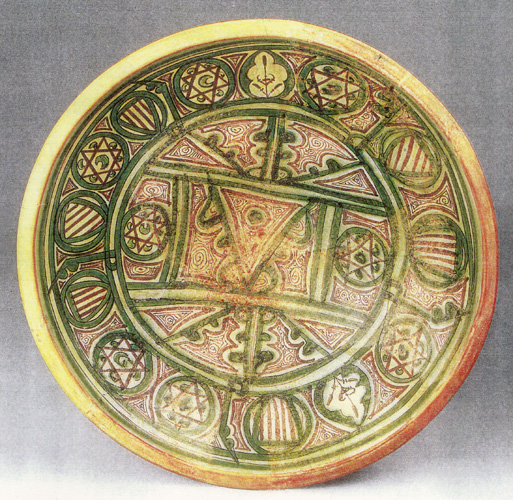
Pisa daurada (tallador judeo-aragonès del segle XIV).
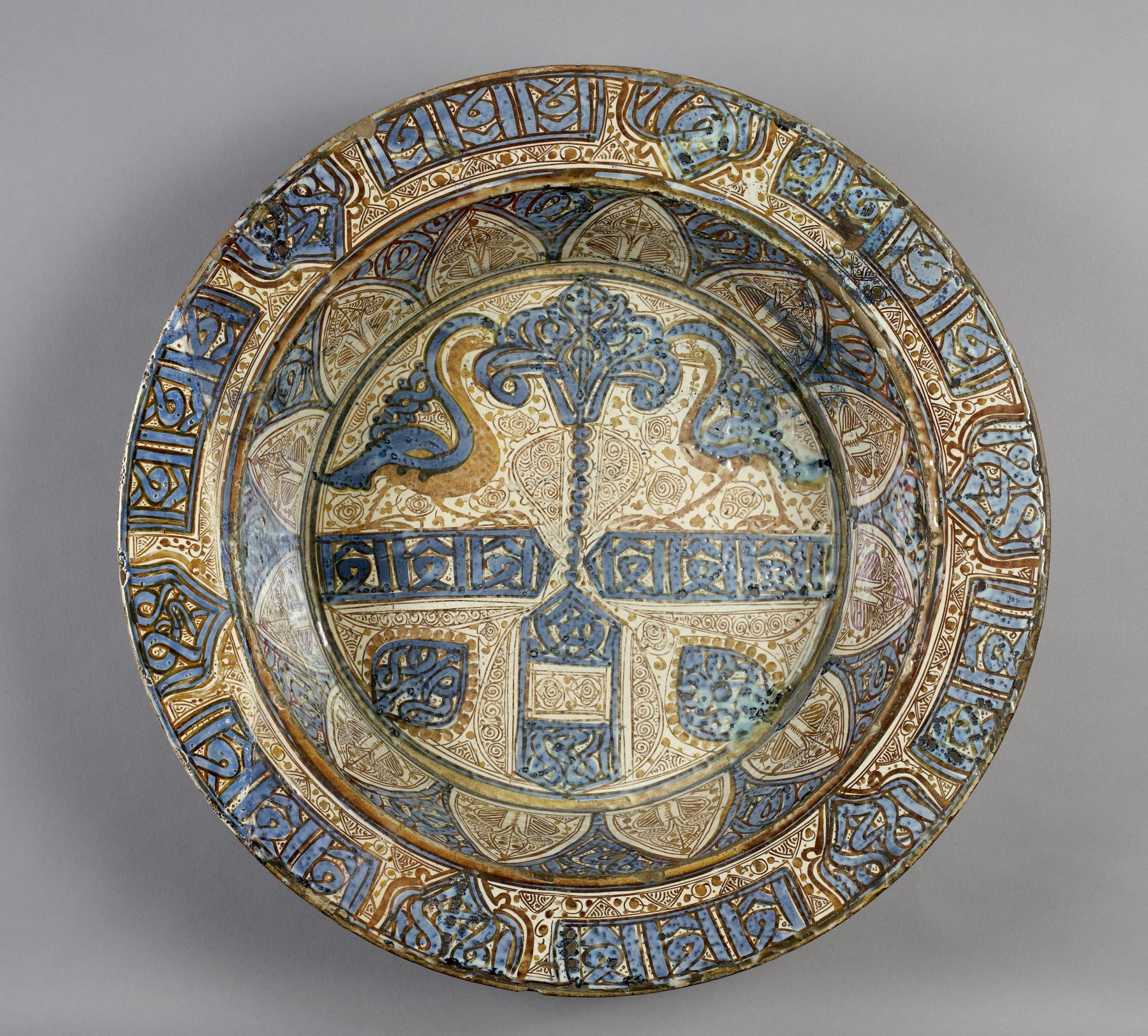
Pisa daurada (tallador morisc d'11 x 49 cm.). Walters Art Museum.
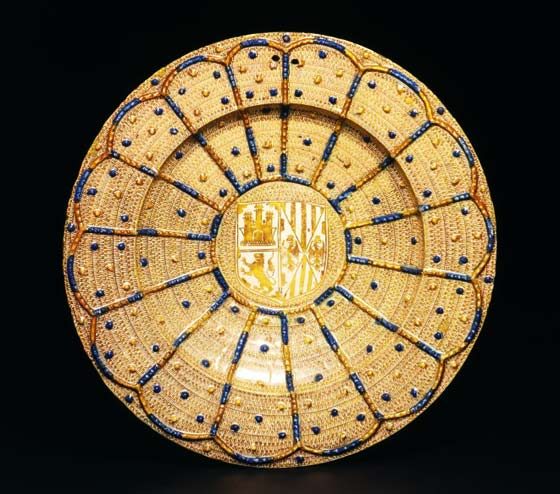
Pisa daurada hispanomorisca (cap a 1475). Museu Victòria i Albert, Londres.
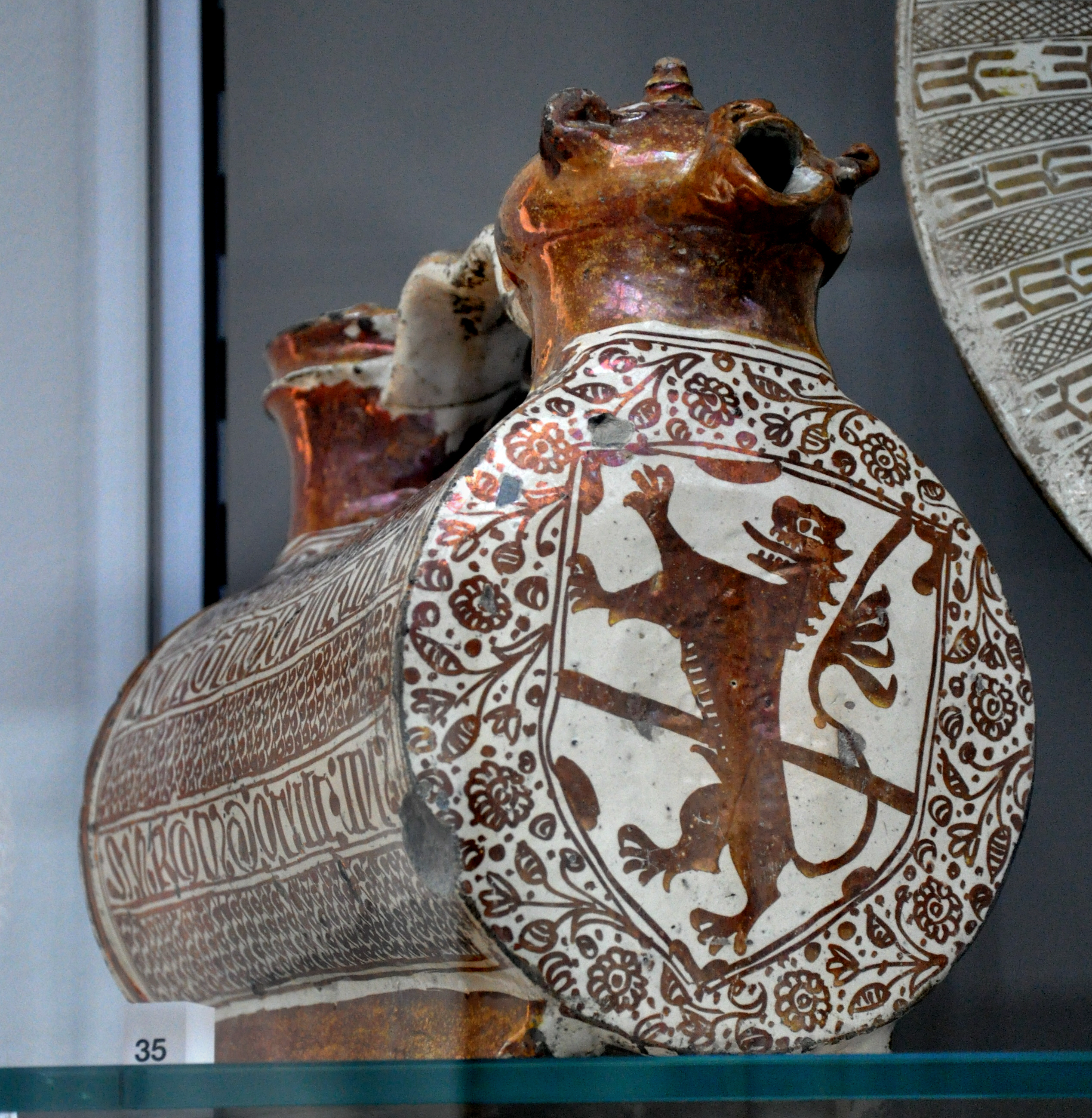
Aiguamanil de Manises (1520-1550). Museu Victòria i Albert, Londres.

### Manises
La pisa daurada pot considerar-se un dels productes més singulars i reconeguts del focus ceràmic valencià, si ben originalment imitava les produccions malaguenyes en perfils i decoracions.
Manuel González Martí i més tard diversos especialistes, historiadors i ceramòlegs, han estudiat en profunditat i amb certa profusió la producció de reflex metàl·lic en els alfares i indústries de Manises, que van arribar a convertir a aquesta localitat en una referència necessària en la crònica de la ceràmica europea.
Documents valencians de 1319 esmenten peces importades de Màlaga i Terol (terre maleche, et turolii). La collita arqueològica confirma que en les dues primeres dècades del segle xiv va predominar la importació de pises de Màlaga, de la Ligúria (Gènova, Savona), de Barcelona i de Terol, desenvolupant-se després la producció local.

#### Henrique Cock i elsecretde Manises
A Manises, el bescuit de fang argilenc que s'emprava procedia d'una marga dels voltants, que una vegada bizcochada s'esmaltava amb una coberta transparent.
El plom i l'estany es barrejaven en una proporció de 10 parts a una, o ho és que igual: per cada arrova de plom s'afegien de tres a quatre lliures d'estany, materials que després de calcinar-se en un forn especial, s'unien a petites quantitats de sal i sorra i, una vegada molts, es dissolien en aigua banyant amb el líquid resultant les peces.

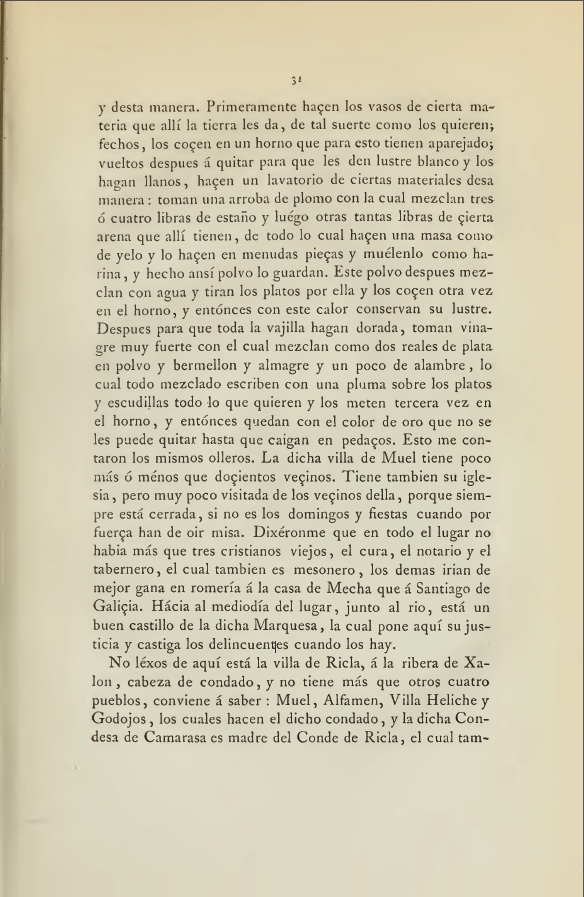
Relació del viatge fet per Felipe II, en 1585, á Zaragoza, Barcelona i València (1876) Henrique Cock

Henrique Cock, arquero del sèquit de Felipe II, al seu pas per Muel en 1585, relata així una part del procés:
{cita|"...Perquè tota la vaixella facin daurada, prenen vinagre molt fort amb el qual barregen com dos reals de plata en pols i bermellón i almagre i una mica de filferro (coure), la qual cosa tot barrejat escriuen amb una ploma sobre els plats i escudelles tot el que volen i els fiquen tercera vegada en el forn, i llavors queden del color d'or que no se'ls pot llevar fins que caiguin en trossos. Això em van explicar els mateixos olleros".}} 
Així doncs, la base d'aquesta recepta del daurat era la plata i el coure sulfurats. La mescla obtinguda després d'un complex procés era diluïda en vinagre i s'aplicava com a decoració sobre les peces en la tercera cocció reductora.

### Muel
La vila Muel va tenir els seus primers obradors fora del seu recinte emmurallat, al costat del riu Huerva i confrontants amb el camí ral a Saragossa. Als alfareros fabricadors de pisa daurada se'ls cridava oficials de fer vaixella de blanc, almalagueros o mestres de la Málega, delatant així que imitaven les tècniques desenvolupades abans a Màlaga. La producció estava monopolitzada per diverses famílies els membres de les quals apareixen reiteradament citats en alguns documents notarials (1583): els Abroz, Alax, Bargueño, Carruzet, Dupon, Ibáñez, Janero, Lançari, Taquea, Maçerol, Maniçes, Medina, Moncayo, Montero, Presson, de la Rosegui i uns altres.
La vaixella de pisa daurada abastava dues qualitats, "comuna" i "prima", venudes a preus diferents. Entre les peces catalogades hi ha des de senzills objectes de la vaixella domèstica fins a piles bautismales (per a esglésies parroquials com la de la localitat de Cinquè, per exemple).
L'arrelament de la pisa daurada a Aragó va fer que, després de l'expulsió dels moriscs aragonesos en 1610, es contractés a escudilleros de Reus, cristians o conversos, perquè la seguissin fabricant en Muel. Aquesta afluència de alfareros catalans, castellans i fins i tot italians va determinar un canvi de gust en les tècniques de producció i en els repertoris ornamentals, apropant-se progressivament als cànons i gustos europeus.
Altres centres importants en el focus aragonès van ser Calataiud, María de Huerva, Morata de Xaló i Villafeliche.
Interessants i riques col·leccions de pisa daurada aragonesa poden contemplar-se en: el Museu de Ceràmica de Barcelona; el Museu Arqueològic Nacional (Espanya), l'Institut de Valencia de Don Joan i el Museu Nacional d'Arts Decoratives, a Madrid,; la Hispanic Society of America, a Nova York, i el Walters Art Museum, a Baltimore.

## Lapisa dauradaa Itàlia
La pisa daurada valenciana va ser imitada toscament a Itàlia a partir de la segona meitat del segle xv. Es considera al pintor Galgano de Belforte, instal·lat uns anys a València, un dels millors difusores de la tècnica del daurat a Itàlia. Més tard, seria depurada i millorada per Giorgio di Pietro Andreoli de Gubbio (actiu entre 1490-1553), la producció del qual incorporava a més motius renaixentistes.
En la segona meitat del segle xv, Itàlia va ser el bressol de la renovació de la ceràmica europea, doblement impulsada per l'esplendor humanista de les ciutats estat i per l'hegemonia de Venècia en el comerç amb Orient. Tècnicament se li deuen almenys tres grans assoliments:
- El desenvolupament cap a la policromía, incorporant nous colors com el groc d'antimoni o el vermell de ferro, presents en obres de la família Della Robbia.
- Els daurats en colors oro, coure i taronja, així com el repertori renaixentista pres directament de l'escultura i de la pintura mural.
- La inspiració en la porcellana xinesa.[8]